# Кладница (село)
Кладница (болг. Кладница) — село в Болгарии. Находится в Перникской области, входит в общину Перник. Население составляет 1 076 человек.

## Политическая ситуация
В местном кметстве Кладница, в состав которого входит Кладница, должность кмета (старосты) исполняет Красимир Симеонов Трайков (коалиция в составе 4 партий: Демократы за сильную Болгарию (ДСБ), Демократическая партия Болгарии (ДП), Союз свободной демократии (ССД), ДЕМОКРАТИ ЗА ПЕРНИК - СДС ДСБ ССД ДП, СЪЮЗ НА ДЕМОКРАТИЧНИТЕ СИЛИ) по результатам выборов правления кметства.
Кмет (мэр) общины Перник — Росица  Йорданова Янакиева (коалиция в составе 2 партий: Болгарская социал-демократия (БСД), Болгарская социалистическая партия (БСП)) по результатам выборов в правление общины.

## Галерея

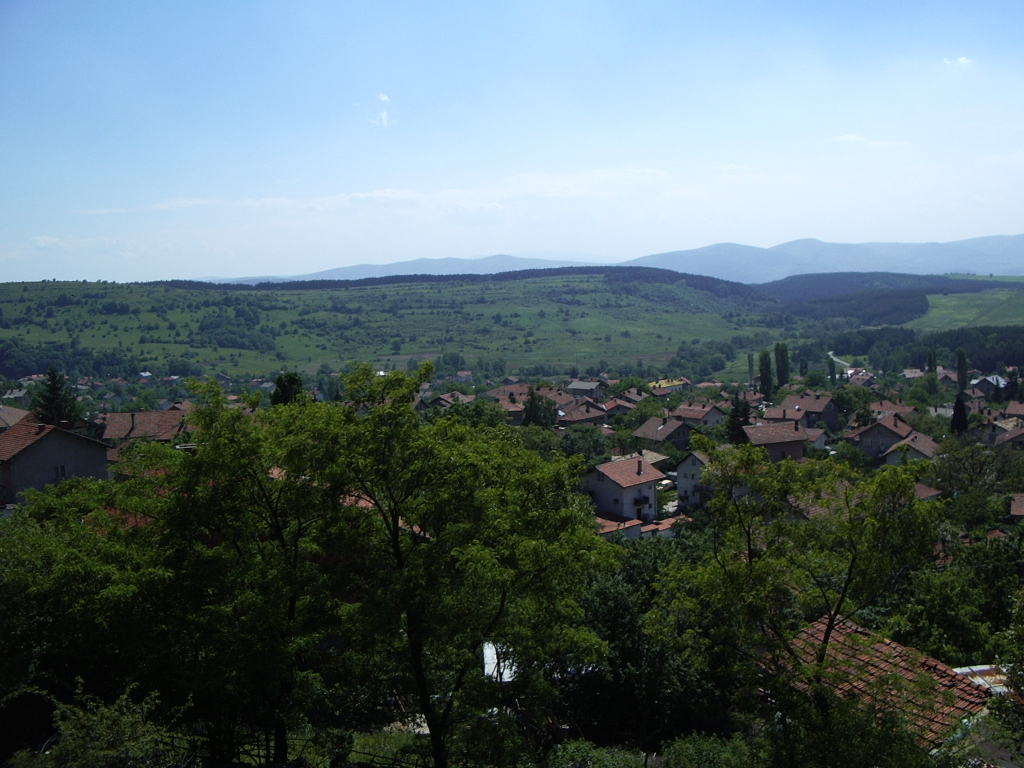
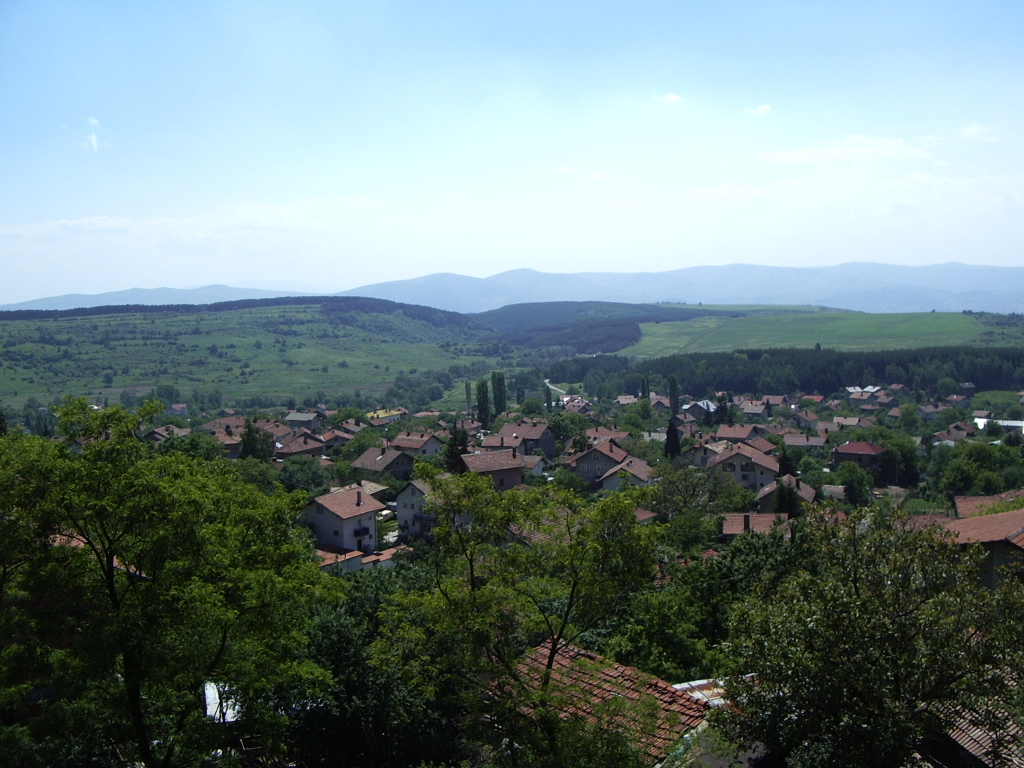
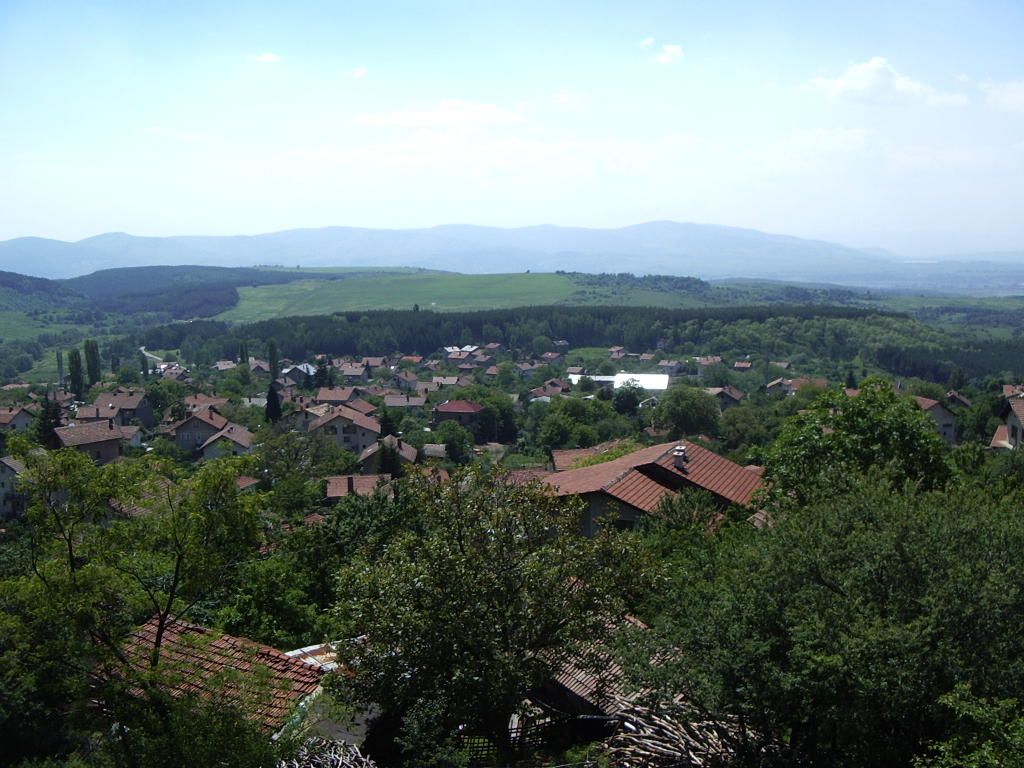
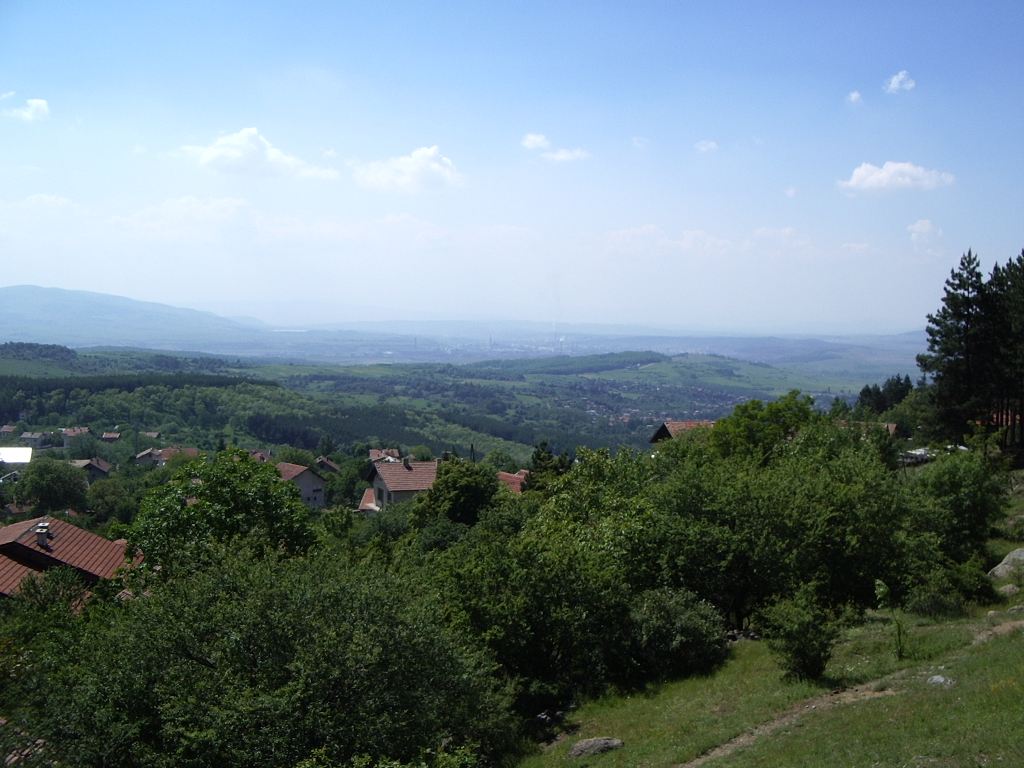

- Статистика населения Архивная копия от 15 марта 2016 на Wayback Machine  (болг.)